# The Lost Album
The Lost Album er et album med Elvis Presley udsendt på RCA i november 1990. Albummet er i Europa bedst kendt under titlen For The Asking.
I maj 1963 og januar 1964 indspillede Elvis 15 sange i RCA Studio B i Nashville, alle beregnet til hans næste LP. Imidlertid passede tidspunktet dårligt for hans planlagte opsamlings-LP Elvis Golden Records, vol. 3 samt i forhold til den stadige strøm af soundtracks fra de mange film i disse år. Så LP'en blev ikke udsendt men i stedet "kannibaliseret", så de mange numre, hvoraf flere er blevet klassikere, blev udsendt på diverse single- og LP-plader og anvendt i film. Ikke før end i november 1990 blev albummet så omsider udsendt i USA og næsten samtidig i Europa.
Albummets titel, The Lost Album, hentyder netop til, at albummet var "gået tabt", eftersom det oprindelige indhold var splittet op i småbidder og aldrig udgivet som et samlet album. Hvad albummets oprindelige titel skulle have været vides ikke.

## Personerne bag albummet
- Steve Sholes, producer
- Elvis Presley, sang
- Scotty Moore, guitar
- Grady Martin, guitar
- Jerry Kennedy, guitar
- Harold Bradley, guitar
- Bob Moore, bas
- D.J. Fontana, trommer
- Buddy Harman, trommer
- Floyd Cramer, klaver
- Boots Randolph, saxofon
- The Jordanaires, kor
- Joe Babcock, kor
- Millie Kirkham, kor

## Sangene
- "(It's A) Long Lonely Highway" (Doc Pomus, Mort Shuman)

Indspillet 27. maj 1963, udsendt på LP'en "Kissin' Cousins" og anvendt i filmen Tickle Me
- "Western Union" (Sid Tepper, Roy C. Bennett)

Indspillet 27. maj 1963, udsendt på soundtracket fra filmen Speedway
- "Witchcraft" (Dave Bartholomew, Pearl King)

Indspillet 26. maj 1963, udsendt som B-side på singlen "Bossa Nova Baby" fra filmen Fun In Acapulco
- "Love Me Tonight" (Don Robertson)

Indspillet 26. maj 1963, udsendt på soundtracket fra filmen Fun In Acapulco
- "What Now, What Next, Where To" (Don Robertson, Hal Blair)

Indspillet 26. maj 1963, udsendt på albummet "Double Trouble", soundtracket fra filmen Double Trouble
- "Please Don't Drag That String Around" (Otis Blackwell, Winfield Scott)

Indspillet 26. maj 1963, udsendt som B-side på singlen "(You're The) Devil In Disguise"
- "Blue River" (Paul Evans, Fred Tobias)

Indspillet 27. maj 1963, udsendt som B-side på singlen "Tell Me Why" samt udsendt på albummet "Double Trouble", soundtracket fra filmen Double Trouble
- "Never Ending" (Buddy Kaye, Phil Springer)

Indspillet 26. maj 1963, udsendt som B-side på singlen "Such A Night" samt udsendt på albummet "Double Trouble", soundtracket fra filmen Double Trouble
- "(You're The) Devil In Disguise" (Bill Giant, Bernie Baum, Florence Kaye)

Indspillet 26. maj 1963, udsendt som A-side på single med "Please Don't Drag That String Around" som B-side
- "Finders Keepers, Losers Weepers" (Dory Jones, Ollie Jones)

Indspillet 26. maj 1963, udsendt på albummet "Elvis For Everyone"
- "Echoes Of Love" (Bob Roberts, Paddy McMains)

Indspillet 26. maj 1963, udsendt på LP'en "Kissin' Cousins"
- "Slowly But Surely" (Sid Wayne, Ben Weisman)

Indspillet 27. maj 1963, udsendt på soundtracket fra filmen Fun In Acapulco og anvendt i filmen Tickle Me
- "It Hurts Me" (Joy Byers, Charlie Daniels)

Indspillet 12. januar 1964, udsendt som B-side på singlen "Kissin' Cousins"
- "Memphis, Tennessee" (Chuck Berry)

Indspillet 27. maj 1963, ikke tidligere udsendt, mens en indspilning fra 12. januar 1964 blev udsendt på albummet "Elvis For Everyone" i 1965
- "Ask Me" (Domenico Modugno, Bill Giant, Bernie Baum, Florence Kaye)

Indspillet 27. maj 1963, ikke tidligere udsendt, mens en indspilning fra 12. januar 1964 blev udsendt som B-side på singlen "Ain't That Loving You Baby".